# Kazimierz Poreda
Kazimierz Poreda (ur. 26 lutego 1911 w Warszawie, zm. 6 grudnia 1990 tamże) – polski śpiewak operowy, bas.

## Życiorys
Urodził się 26 lutego 1911 r. w Warszawie, jako syn Jana. Był bratem Eugeniusza, aktora, reżysera. Od 1927 r. śpiewał w działającym w Warszawie Chórze Ukraińskim, a następnie w Chórze Kozaków Dońskich. Równocześnie kształcił się w grze na organach w Państwowym Konserwatorium Warszawskim (dyplom 1930) i odbywał w latach 1929–1933 studia wokalne pod kierunkiem Stefana Beliny-Skupiewskiego. Pracował jako aktor w Teatrze Polskim w Toruniu (1933–1934) i teatrze Reduta. W 1934 r. debiutował w Operze Warszawskiej jako Hermes w Erosie i Psyche Różyckiego, w zespole której występował do wybuchu II wojny światowej. Był także wokalistą Chóru Juranda (1936).
Podczas okupacji niemieckiej śpiewał w warszawskich kawiarniach: Lardellego, Café-Bar „Pod Znachorem” oraz grał w teatrach jawnych.

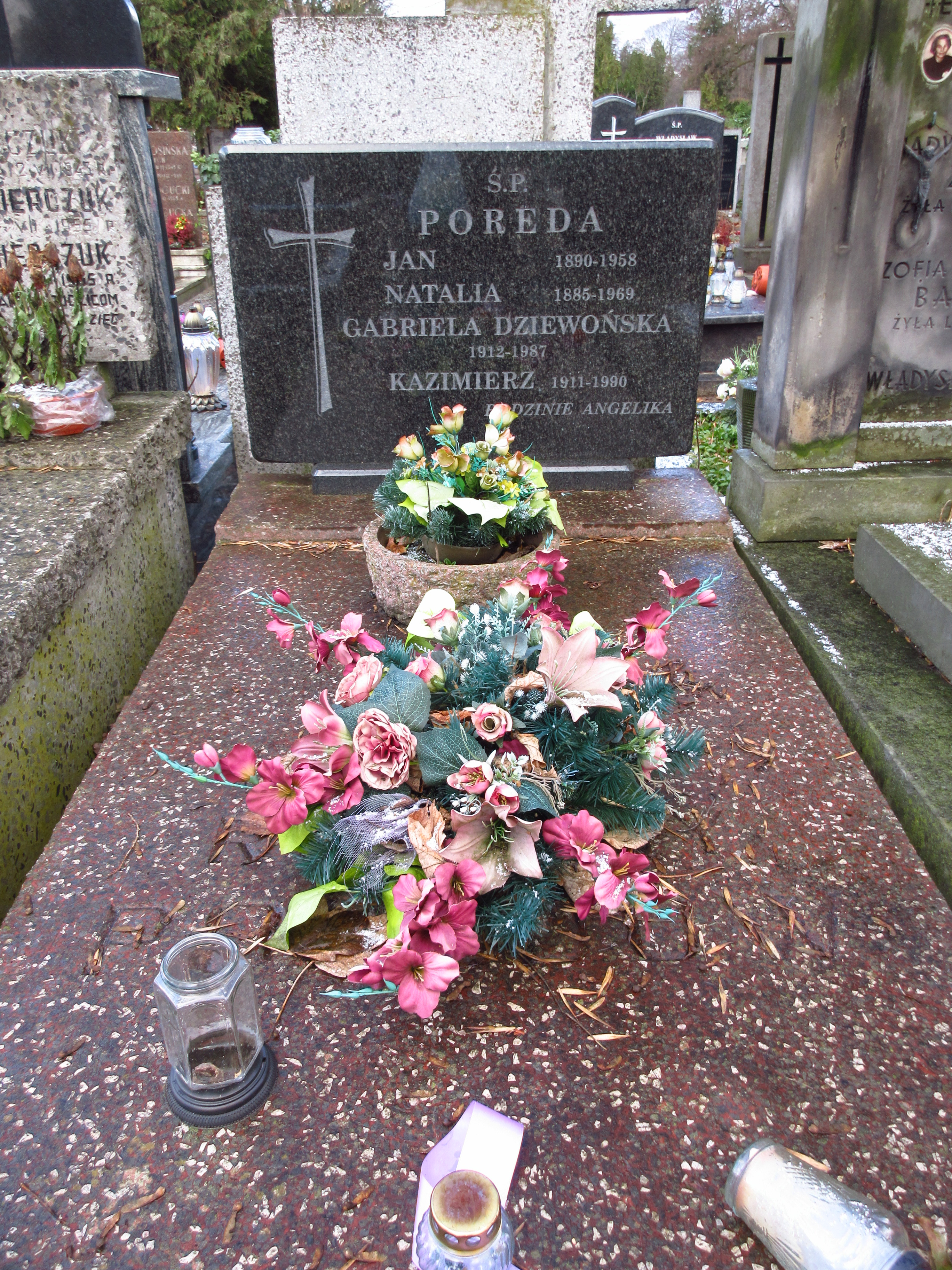
Grób Kazimierza Poredy na Cmentarzu Bródnowskim.

Po wojnie, przy ul. Marszałkowskiej 8 w Warszawie, zorganizował Scenę Muzyczno-Operową Miejskich Teatrów Dramatycznych, objął jej dyrekcję oraz śpiewał w przedstawieniach. Przez rok występował w Operze Wrocławskiej, następnie w latach 1949–1957 był solistą zespołu Opery Warszawskiej. Później śpiewał w Łodzi, a w latach 1966–1972 w Warszawskiej Operze Objazdowej. W 1970 r. występował (m.in. w Jasielskim Domu Kultury) w roli Skołuby w Operze Straszny Dwór Stanisława Moniuszki.
W 1966 r. otrzymał nagrodę Ministra Kultury i Sztuki.
Zmarł 6 grudnia 1990 r. w Warszawie, pochowany 18 grudnia 1990 r. na cmentarzu Bródnowskim (kwatera 20C-3-10).

## Ordery i odznaczenia
- Krzyż Oficerski Orderu Odrodzenia Polski - za zasługi w dziedzinie sztuki teatralnej i pracy zawodowej (18 kwietnia 1956)[8]
- Złoty Krzyż Zasługi - w 10 rocznicę Polski Ludowej za zasługi w dziedzinie kultury i sztuki (11 lipca 1955)[9]
- Medal 10-lecia Polski Ludowej (19 stycznia 1955)[10]
- Odznaka „Zasłużony Działacz Kultury” (1964)[11]